# Eugène Dufriche
Eugène Dufriche (nacido el 7 de octubre de 1848, fecha de muerte desconocida) fue un barítono francés, que tuvo una carrera en el escenario operístico desde la década de 1870 en París hasta la década de 1900 en Nueva York.

## Biografía
Tras estudiar en el Conservatorio de París, Dufriche cantó Lothario de Mignon en el concierto premiado en 1873.
Hizo su debut en la Opéra-Comique de París el 27 de agosto de 1874 como Loïc en Le Pardon de Ploërmel y luego cantó en la representación número cien de la pieza ese septiembre. El 3 de marzo de 1875 cantó el papel de Zúñiga en el estreno mundial de Carmen de Bizet en la Opéra-Comique. En diciembre de 1875 cantó el juez en las representaciones del centenario de El califa de Bagdad de Boieldieu y en 1876 cantó Girot en Le pré aux clercs. En 1878 acometió a Roland en Les mousquetaires de la reine y a Amgiad en La statue.
En 1879 apareció como Scindia en El rey de Lahore en Génova. Ese año también apareció en la temporada de Opéra-Populaire en el Théâtre de la Gaîté, como Capuleto en Amants de Vérone del marqués de Ivry, Montauban en Gilles de Bretagne de Kowalski y Sainte-Croix en Paul et Virginie. Dejó la Opéra-Comique a principios de 1882 para hacer una gira como artista invitado.
Apareció en Montecarlo en 1883 como Valentín en Fausto y Lotario en Mignon; Walsh comenta que «como tantos cantantes masculinos de la época, parece haber estado afectado por el trémolo». Su asociación con la Royal Opera House de Londres comenzó en 1890 y continuó hasta 1905, con papeles que incluyen a Quasimodo en Esmeralda, el rabino Davide en L'amico Fritz, la creación de Bustamente en La Navarraise y Amonasro en Aida. También cantó en San Petersburgo, Buenos Aires y en el Teatro de San Carlos de Nápoles, además de volver a la Ópera de París como Alphonse en La favorita, Telramund en Lohengrin y Amonasro en Aida. En marzo de 1892 cantó el segundo cuadro del primer acto de Parsifal (en francés) en un concierto del Conservatorio de París dirigido por Danbé.
Entre 1893 y 1908, Dufriche actuó regularmente en el Metropolitan Opera de Nueva York, principalmente en papeles secundarios. En este tiempo también enseñó en el Conservatorio Nacional de Música de América. Su amplio repertorio allí incluía papeles en tres óperas de Mozart, Donizetti y Rossini, el repertorio francés (incluyendo el regreso a Carmen como Dancaire), tres óperas de Meyerbeer, cuatro óperas de Verdi, cinco óperas de Wagner, verismo italiano y opereta.
En 1880 se casó con la cantante Suzanne Lagier en Londres.